# Etowah (rzeka)
Rzeka Etowah (ang. Etowah River) – rzeka biorąca swój początek w górach hrabstwa Lumpkin w pobliżu miasteczka Dahlonega w Georgii, na północ od Atlanty, by – po pokonaniu 217 kilometrów – połączyć się z rzeką Oostanaula w pobliżu miejscowości Rome, dając początek rzece Coosa. Nazwa rzeki to zniekształcona wersja oryginalnej nazwy muskogejskiej Etalwa oznaczającej skrzyżowanie szlaków. Na starej mapie z roku 1795 rzeka jest oznakowana jako „High Town River.” Na mapach późniejszych, jak np. na mapie hrabstwa Cass z roku 1839, występuje jako „Hightower River” i pod taką też nazwą występuje w większości zapisków dotyczących Czirokezów zamieszkujących te strony w XIX wieku.
Pierwszym i głównym dopływem rzeki niedaleko od jej źródeł jest znacznej wielkości Potok Amicalola. Następnie Etowah płynie na południowy zachód przez miejscowość Canton i wkrótce potem tworzy (wraz z Little River) zaporowe Jezioro Allatoona. Po opuszczeniu zapory na jeziorze rzeka mija miejscowość Cartersville i stanowiska archeologiczne „Etowah Indian Mounds”. Ujście do rzeki Coosa znajduje się na wysokości 174 metrów n.p.m.

## Most kolejowy Etowah
Ukończony w połowie lat czterdziestych XIX wieku most należał do sieci kolejowej Western & Atlantic. W czasie wojny secesyjnej płonął sześciokrotnie. Po raz pierwszy w kwietniu 1862 roku podczas tzw. „rajdu Andrewsa”. Następnie pod koniec maja 1864 roku został zniszczony w dzień po ukończeniu kolejnego remontu przez wojska konfederatów wycofujące się pod naporem armii gen. mjr. Shermana podczas jej ofensywy w kierunku zachodniego krańca masywu górskiego Allatoona Mountains w ramach kampanii atlanckiej.
W chwili, gdy Sherman opuszczał Cartersville 12 listopada 1864, rozpoczynając swój „marsz ku morzu”. Jego wojska po raz kolejny spaliły most nad Etowah, by zabezpieczyć swe tyły przed niespodziewanym uderzeniem od wschodu, a w okresie późniejszym zastąpiły go mostem pontonowym typu Cumberland. Po wojnie most został odbudowany i służył do czasu skonstruowania nowocześniejszego w pewnej odległości od istniejących do dziś kamiennych filarów poprzednika.